# Irmãs de Pau
Irmãs de Pau é uma dupla de funk brasileira formado em 2020 em Barueri, São Paulo pelas cantoras Isma Almeida e Vita Pereira. Tornaram-se conhecidas por suas músicas que misturam funk, eletrônico, drill e dancehall, abordando temas como a vivência de travestis negras da periferia e suas experiências com o glamour e o perrengue do cotidiano. A dupla nasceu a partir de uma amizade construída em meio à militância estudantil — quando ambas participaram das ocupações secundaristas em São Paulo e fundaram o coletivo LGBTQIAPN+ “Atrake”.